# 포르투갈의 유로 주화
포르투갈의 유로 주화는 세 가지 종류의 디자인을 사용하고 있다. 포르투갈의 유로 주화 디자인은 빅토르 마누엘 페르난데스 두스 산투스(포르투갈어: Victor Manuel Fernandes dos Santos)가 맡았다. 주화에는 유럽 연합의 상징인 12개의 별과 발행 연도, 7개의 성곽과 5개의 방패 그리고 "포르투갈"("Portugal")이 쓰여져 있다.

## 포르투갈의 유로 주화 디자인
| € 0.01                               | € 0.02 | € 0.05                  |
| ------------------------------------ | ------ | ----------------------- |
|                                      |        |                         |
| 1134년에 사용된 포르투갈의 왕실 직인 |        |                         |
| € 0.10                               | € 0.20 | € 0.50                  |
|                                      |        |                         |
| 1142년에 사용된 포르투갈의 왕실 직인 |        |                         |
| € 1.00                               | € 2.00 | € 2 주화 모서리         |
|                                      |        | 7개의 성곽과 5개의 방패 |
| 1144년에 사용된 포르투갈의 왕실 직인 |        |                         |